# Edgard Cosyns
Edgard Cosyns, né vers 1930, est un architecte A.B.R.A. belge, représentant du style monumental qui eut son heure de gloire à Bruxelles dans les années 1950.
Avec son confrère Marcel Chabot il est, entre autres, l'auteur en 1957 d'un bâtiment emblématique au cœur de Bruxelles, le « Monnaie - Building », rue du Fossé aux Loups, 28.